# Nicrophorus mexicanus
Nicrophorus mexicanus es una especie de escarabajo enterrador del género Nicrophorus, categorizada en la tribu Nicrophorini, de la subfamilia Nicrophorinae. Fue descrita por A.Matthews en 1887.

## Distribución
Se distribuye por América del Norte: El Salvador, Guatemala, Honduras, México y Estados Unidos de América (Arizona, Colorado, Nuevo México, Texas, Wyoming).